# Nuer
Los nuer, o nath como se llaman a sí mismos, son un grupo étnico nilótico concentrado en la región del Gran Alto Nilo en Sudán del Sur. También existen grupos nuer en Etiopía. Los nuer son una sociedad de más o menos 200.000 personas, que se dedican especialmente a la ganadería.
Esta cultura fue estudiada a profundidad por Edward Evan Evans-Pritchard durante 1930 y 1956 y más tarde por Sharon Hutchinson durante la década de 1990. 

## Economía
La economía de los nuer se basa en la ganadería y la agricultura. El ganado para los nuer es una posesión de suma importancia, ya que proporciona uno de los alimentos básicos para ellos, que es la leche, la carne y cuero. Aun así, el ganado es más que nada un símbolo de riqueza entre los nuer, siendo el tamaño y la gordura, así como el color y los cuernos los detalles más importantes para el prestigio del pastor. Ellos no matan a sus animales para alimentarse, solamente para celebraciones o acontecimientos importantes. Solo se comen la carne de los animales cuando han muerto naturalmente, y como dice Evans-Pritchard en su etnografía, los nuer piensan que “el estómago de un hombre ruega, independientemente de su mente, para que le conceda estos dones”. La agricultura también es fundamental, aunque se practica solamente por necesidad alimenticia. A estas actividades se le agrega la pesca en los ríos, especialmente en el Nilo.
El calendario nuer está basado en las actividades y las condiciones atmosféricas. En diciembre empieza la temporada de pesca, que termina cuando empiezan las lluvias en primavera; después viene la temporada de cultivo en verano, a ésta le sigue la estación de vientos que es el otoño.

## Sistema social
El sistema social y de parentesco nuer está formado por clanes y linajes. “Un clan nuer es el mayor grupo de agnados que trazan su filiación a un antepasado común y entre los cuales el matrimonio está prohibido y las relaciones sexuales se consideran incestuosas.” Dentro de estos clanes se encuentran los linajes, que vendrían a ser ramas que se desprenden de un pariente en común. Los integrantes de un linaje se reconocen mutuamente con ciertas clasificaciones de parentela más directa que con los integrantes de otros linajes dentro de un mismo clan. Los clanes se agrupan bajo un antepasado de hace 10 o 12 generaciones, mientras que los linajes de 3 o 5. Las aldeas nuer se aglomeran en torno a un linaje en específico, y de hecho los nuer no hablan de linaje, sino que de una comunidad (cieng). Por ejemplo, si un hombre importante vive en una aldea, y tiene muchos descendientes, y se mantiene su nombre al hablar del grupo de casas en el que viven sus hijos, él pasa a ser el fundador de un linaje.
La diferenciación más importante que hacen los nuer al hablar de estatus social es entre los aristócratas (dil) y los forasteros (rul). Sin embargo, este estatus se mantiene sólo dentro del clan o linaje al que pertenece el aristócrata o forastero, ya que si se cambia de lugar, su posición es diferente. “Los dil tienen prestigio más que rango e influencia más que poder.” Cabe decir que los nuer tienen una especial aversión ante los forasteros, especialmente si son jikany o dinka. Sin embargo, es frecuente que al capturar a un dinka, un linaje nuer lo adopte. El rito, al igual que todos, incluye un sacrificio animal y con él el dinka es parte de la familia, sin ninguna diferenciación de otros.

## Sistema político

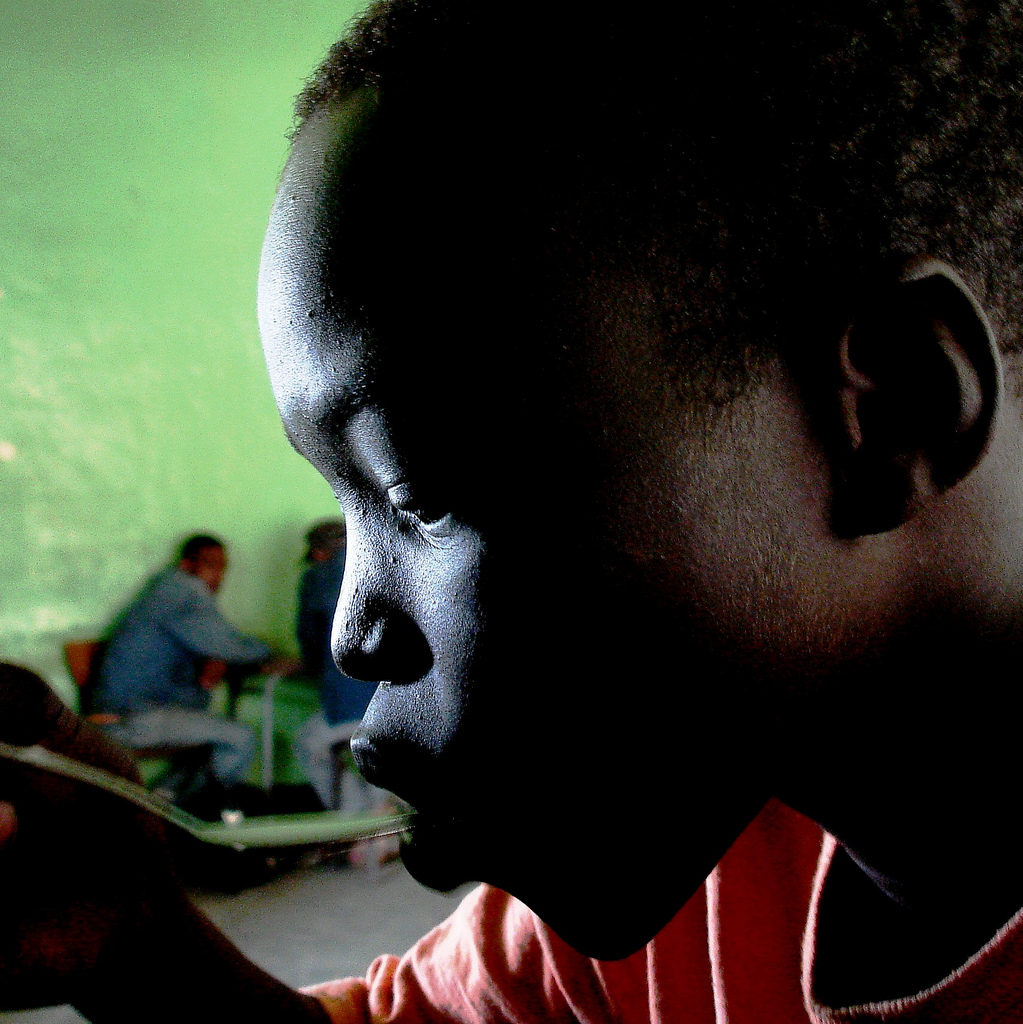
Muchacho nuer.

Los nuer se organizan en tribus que ellos distinguen entre las que permanecen al lado oeste del Nilo, que es su tierra natal, con las del lado este, que emigraron más tarde hacia esa ribera. Las tribus se dividen en segmentos primarios, estos se dividen en segmentos secundarios y estos en segmentos terciarios. Cuando dos tribus disputan, las demás permanecen neutrales; lo mismo puede pasar con dos segmentos secundarios que estén en guerra, los demás segmentos serán neutrales hasta que uno de los segmentos en guerra pida ayuda externa. Cada segmento de la tribu tiene un nombre propio, así como un espacio territorial delimitado generalmente por pastizales o ríos.
Carecen de un sistema político estructurado; y carecen de sistema judicial pero solucionan sus conflictos mediante indemnizaciones en forma de ganado o "vendettas de sangre" (feud, en idioma nuer). Cuando se trata de un asesinato los parientes del hombre fallecido y los del homicida se reúnen y discuten bajo la mediación del jefe piel de leopardo, el cual es un personaje respetado pero sin poder real, que además llevará a cabo ritos de purificación si la disputa acabase violentamente o requiriese la muerte del asesino. Un homicidio por lo general se resuelve indemnizando a la familia de la víctima con 40 o más cabezas de ganado vacuno. Bajo este sistema un miembro de un linaje débil y pobre suele salir peor parado.
Evans-Pritchard en su etnografía de los nuer habla de los nuer como una anarquía ordenada, por carecer de gobierno.

## Religión
La religión nuer puede ser estereotipada como “primitiva”, afirmación que no es cierta considerando que Evans-Pritchard le dedicó un libro a esta religión para desmentir estos estereotipos occidentales.
El dios supremo Kwoth es el centro de la religiosidad nuer. Él es quien da la vida y quien recibe la vida de vuelta una vez que un nuer muere. Los nuer también creen en espíritus superiores que viven en el aire y en espíritus de los clanes. Uno de estos es Wiu, un espíritu de la tierra relacionado en el trueno. Estos, a pesar de ser menos importantes que Kwoth, también tienen gran importancia. Los muertos no descansan en un lugar concreto, a diferencia de la creencia de las religiones occidentales, sino que la persona al morir se divide en tres; la carne, el espíritu, y la vida. La carne se queda en la tierra, el espíritu va donde Kwoth, y la vida se queda en la tierra en la forma de fantasma que con la ayuda de un sacrificio va hacia el lugar de los fantasmas.
El sacrificio juega un rol importantísimo en la espiritualidad nuer. Lo hacen cuando un hombre está enfermo, cuando se ha cometido algún pecado, cuando una mujer es infértil, cuando nacen mellizos, después de ritos de iniciación, en matrimonios, funerales, y celebraciones mortuorias, después de homicidios, cuando son amenazados por plagas, cuando un fantasma está inquieto, etc. Es decir, se sacrifica una cabeza de ganado cuando se quiere evitar infortunios (tal como en el nacimiento de mellizos) como también para ahuyentarlos (tal como para plagas). Normalmente se sacrifica un buey y, una vez muerto, se reparte su carne entre los familiares de la persona que lo sacrificó. Dependiendo del grado de cercanía del familiar, se le da más o menos carne. Todas estas ceremonias se hacen normalmente con la ayuda del jefe piel de leopardo, quien no necesariamente tiene que ser parte del clan que le pide ayuda. Al final de la ceremonia se lleva un pedazo del animal sacrificado.

## Idioma
El idioma nuer pertenece a la familia nilótico-sahariana y es hablado por 804.907 personas en sus numerosas lenguas (más de diez). Su escritura usa el abecedario latino y tiene reglas gramaticales propias. Está dentro de los lenguajes más hablados del África oriental y central.
Una de las características más interesantes del nuer es su vasta clasificación para el ganado. Evans-Pritchard lo explica diciendo “La profusión lingüística en sectores particulares de la vida es una de las señales por las que se advierte la dirección y solidez de los intereses de un pueblo.” Para describir una vaca, los nuer se refieren a su color, la posición de este color en su cuerpo y la forma de sus cuernos. Existen diez colores principales a la hora de describir el animal. Si el animal es de sólo uno de estos tonos se le describe con unas de estas palabras, si el animal tiene más de dos colores se dice que es cuany. Hay doce maneras de describir la distribución de los colores y otras seis para describir la forma de sus cuernos (los cuales son moldeados a gusto del dueño). Finalmente, se clasifica también por su edad y género. De esta manera se pueden formar una infinidad de nombres, por ejemplo, tut ma kar looka (toro de lomo negro).

## Costumbres y tradiciones relevantes
Una de las particularidades de los nuer es su amor por el ganado. Evans-Pritchard dice “A veces me desesperaba por no hablar de otra cosa con los muchachos que del ganado y de las muchachas, y hasta el tema de las muchachas conducía inevitablemente al del ganado.” Incluso, los hombres nuer a veces adoptan el nombre de su toro o buey favorito. Para que un nuer entre en contacto con los espíritus debe frotar cenizas sobre el lomo de una vaca. Esta fascinación se puede explicar al ver todo lo que los nuer obtienen del ganado: leche, carne, y su cuero se ocupa para muchas cosas, como hacer bolsos con el escroto de los toros. La leche no sólo se toma sin procesar, sino que también se hace mantequilla y queso. Las mujeres y los niños son los que ordeñan las vacas y procesan su leche. Los hombres se enorgullecen de su ganado, y se preocupan de que se vean bien. Por ejemplo, moldean sus cuernos y le ponen borlas en ellos. Los niños juegan con figuras de arcilla representando bueyes y vacas. Los nuer hacen incursiones en territorio de otros pueblos para robar ganado. Incluso dicen que estos animales “«Perecerán junto con la humanidad»”.
Debido a las condiciones climatológicas de Nuerlandia, los nuer deben migrar durante la estación seca hacia lugares con agua para sustentarse. Así durante el mes Mai (mediados de diciembre hasta mediados de marzo) instalan campamentos temporales junto a ríos. Durante esta época la solidaridad entre distintas aldeas se intensifica, y el círculo de parientes se expande.

## Situación actual
A causa de muchas guerras en Sudán a través de los años, los nuer se han tenido que desplazar de sus tierras originales, migrando principalmente al norte de Sudán y a Etiopía. Muchos nuer han sido desplazados o se encuentran refugiados debido a la última guerra de Sudán. Han tenido que dejar sus labores ganaderas y convertirse en obreros, como jornaleros en granjas comerciales. Estos conflictos también han causado que las mismas tribus se peleen entre sí, tomando posiciones en los diferentes bandos, e incluso provocando conflictos con pueblos vecinos, como los dinka. Actualmente existe un tratado de paz entre estas dos culturas, que fue promulgado en 1999, para tratar de promover la paz en la zona. En el mundo entero existen aproximadamente 1.450.000 personas pertenecientes a la cultura nuer hoy en día.

### En castellano
- E.E. Evans-Pritchard, Los Nuer. Anagrama, Barcelona, 1977, ISBN 84-339-0609-7.
- E.E. Evans-Pritchard, "Formas de tratamiento entre los nuer". En La mujer en las sociedades primitivas, Península, Barcelona, 1975, (p. 205-214), ISBN 84-297-0666-6.
- E.E. Evans-Pritchard, "Vida diaria de los nuers en los campamentos de la estación seca". En La mujer en las sociedades primitivas, Península, Barcelona, 1975, (p. 195-204), ISBN 84-297-0666-6.
- Gerd Baumann, 2010 «Gramáticas de identidad/alteridad. Un enfoque estructural» Textos de Antropología Contemporánea, B. Pérez y F. Cruces (comps.), pp. 95-142, Madrid: UNED.Ver en googlebooks, página 100-105.

### En inglés
- Meyer Fortes & Evans-Pritchard, African political systems (1950).
- E.E.Evans-Pritchard, The Nuer: a description of the modes of livelihood and political institutions of a Nilotic people (1940).
- E.E.Evans-Pritchard, Nuer religion (1956).
- E.E.Evans-Pritchard, "Nuer marriage ceremonies", en Africa, vol. 18, N° 1, p. 29-40 (1948).
- E.E.Evans-Pritchard, Kinship and Marriage Among the Nuer. Oxford: Clarendon Press (1951a).
- E.E.Evans-Pritchard, "Kinship and Local Community among the Nuer". in African Systems of Kinship and Marriage. A.R. Radcliffe-Brown and D.Forde, eds., London: Oxford University Press. p. 360-391 (1951b).
- E.E.Evans-Pritchard, "Nuer Spear Symbolism", en Anthropological Quarterly, N° 26, p. 1-19 (1953).
- Jon D. Holtzman, 2006, "Nuer Journeys, Nuer Lives", Pearson Education, Inc., Boston, MA.
- Sharon Hutchinson, 1996, Nuer Dilemmas, University of California Press, Berkley.
- Maggie McCune 1999, Till The Sun Grows Cold, Headline Book Publishing Ltd, ISBN 0-7472-7539-4.
- Deborah Scroggins, 2004, Emma's War, Pantheon Books, New York.
- Dianna J. Shandy, 2007, "Nuer-American Passages: Globalizing Sudanese Migration," Gainesville: University Press of Florida.